# Cyclopogon hatschbachii
Cyclopogon hatschbachii är en orkidéart som beskrevs av Rudolf Schlechter. Cyclopogon hatschbachii ingår i släktet Cyclopogon, och familjen orkidéer. Inga underarter finns listade i Catalogue of Life.